# Bodegón

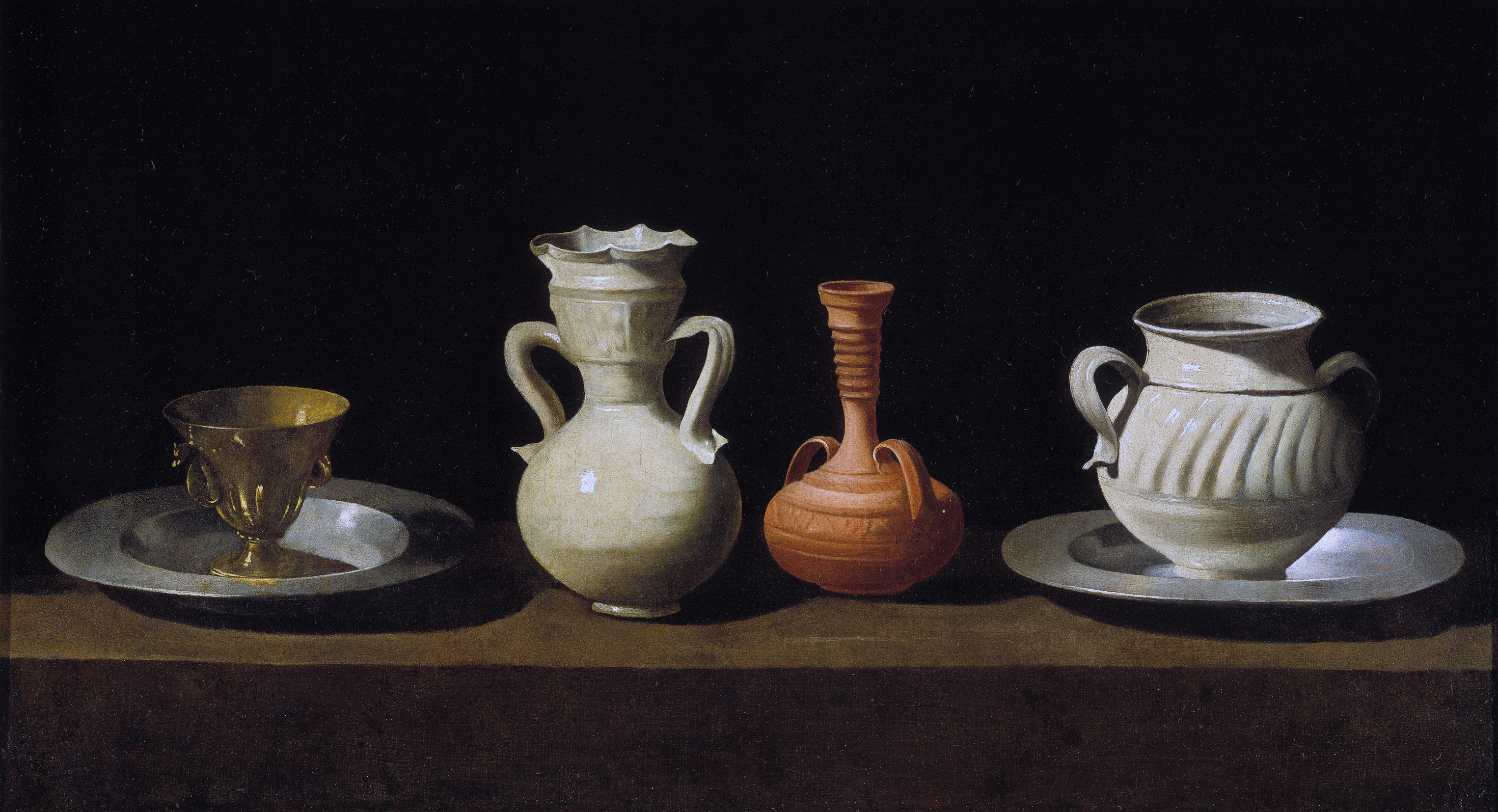
Francisco de Zurbarán: Bodegón con cacharros (1636). Museo del Prado, Madrid.

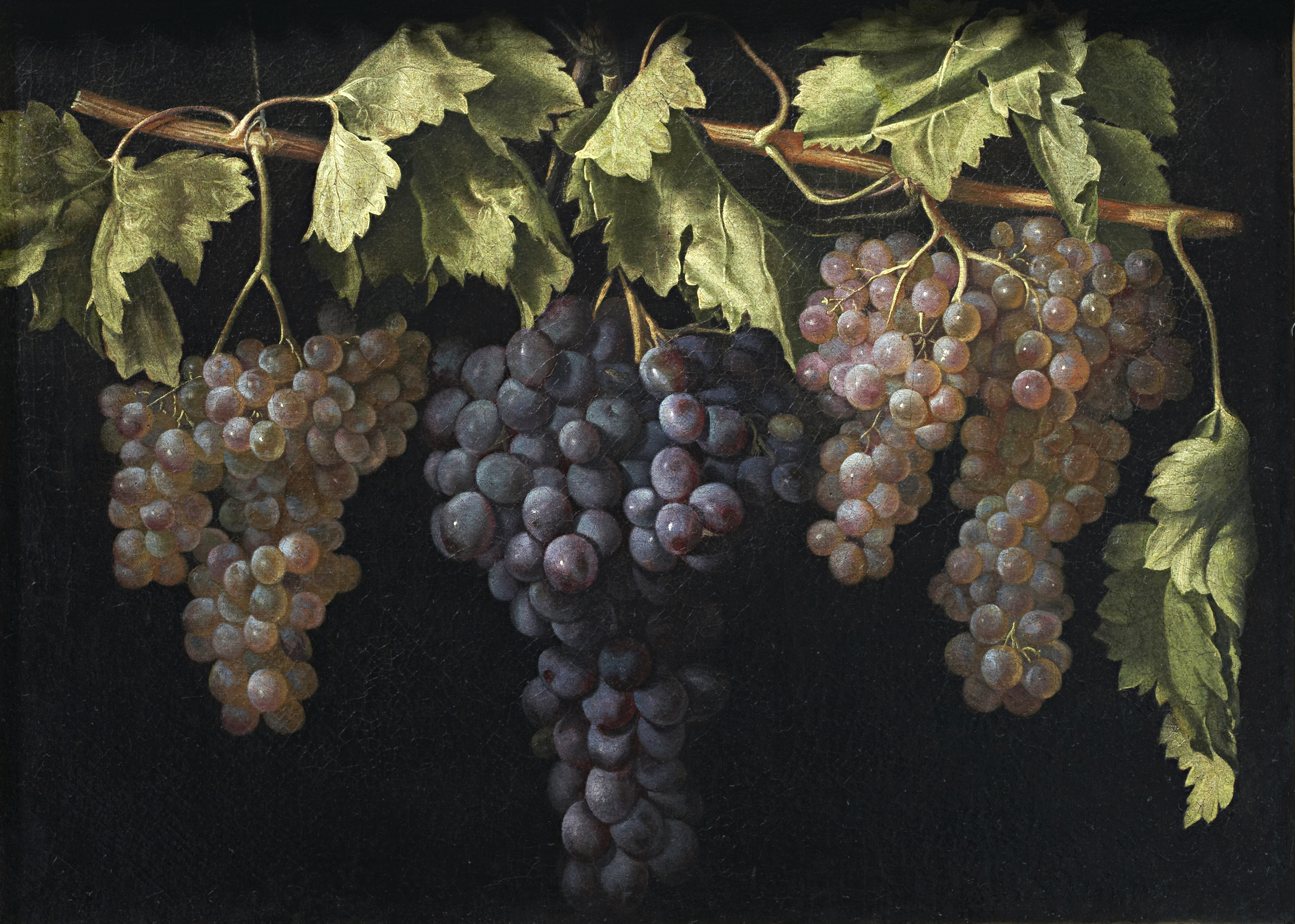
Juan Fernández el Labrador: Bodegón con cuatro racimos de uvas. Museo del Prado, Madrid.

Un bodegón, también conocido como naturaleza muerta, es una obra de arte que representa animales, flores y otros objetos, que pueden ser naturales (frutas, comida, plantas, rocas o conchas) o hechos por el hombre (utensilios de cocina, de mesa o de casa, antigüedades, libros, joyas, monedas, pipas, etc.) en un espacio determinado. Esta rama de la pintura se sirve normalmente del diseño, el cromatismo y la iluminación para producir un efecto de serenidad, bienestar y armonía.
Con orígenes en la antigüedad y muy popular en el arte occidental desde el siglo XVII, el bodegón da al artista más libertad compositiva que otros géneros pictóricos como el paisaje o los retratos. Los bodegones, particularmente antes de 1700, a menudo contenían un simbolismo religioso y alegórico en relación con los objetos que representaban. Algunos bodegones modernos rompen la barrera bidimensional y emplean técnicas mixtas tridimensionales, usando asimismo objetos encontrados, fotografía, imágenes generadas por computadora o  sonido y vídeo.

## Historia

### Antecedentes

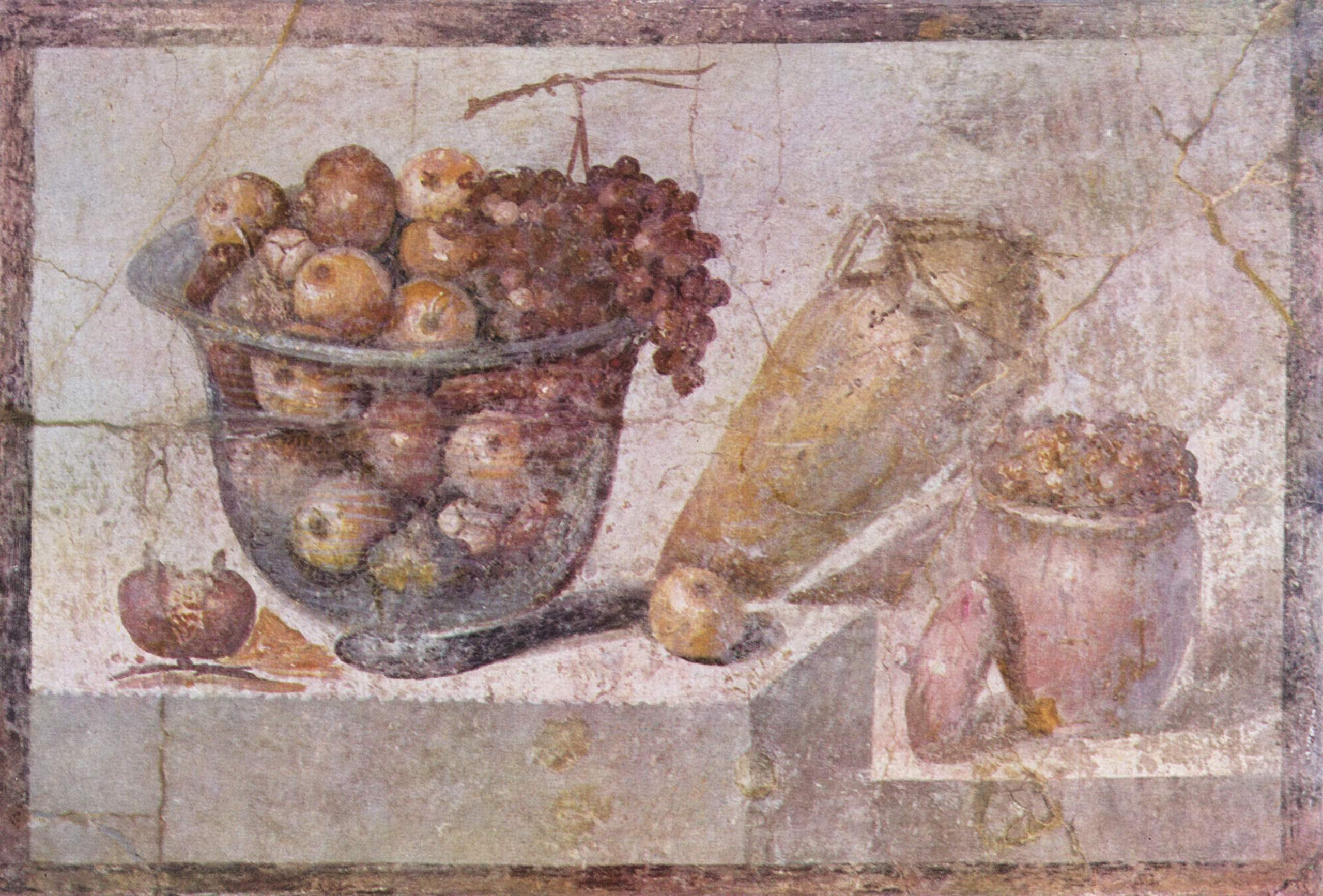
Tazón de fruta transparente y jarros. Frescos romanos en Pompeya (c. 70 d. C.).

Los bodegones ya adornaban el interior de las tumbas del antiguo Egipto. Se creía que los objetos relacionados con la comida y la vida doméstica se harían reales en el más allá, dispuestos para que los muertos los usaran. Las pinturas sobre jarras de la Antigua Grecia también demuestran gran habilidad, al representar objetos cotidianos y animales. Bodegones parecidos, más simples decorativamente, pero con perspectiva realista, se han encontrado en pinturas murales de la Antigua Roma y en mosaicos en Pompeya, Herculano y la Villa Boscoreale, incluyendo el motivo posteriormente tan familiar de un bol de cristal con frutas. Los mosaicos decorativos llamados emblema, que se han encontrado en casas de romanos ricos, demuestran la variedad de comida de la que disfrutaban las clases superiores, y también funcionaban como signos de hospitalidad y como celebraciones de las estaciones y de la vida.
En el siglo XVI, la comida y las flores reaparecerán como símbolos de las estaciones y de los cinco sentidos. También desde la época romana existe la tradición del uso de cráneos en las pinturas como símbolo de mortalidad y de fugacidad, a menudo acompañada por la frase Omnia mors aequat («La muerte iguala a todos»). Este motivo de la vanidad de las cosas vanitas, cobrará un gran auge en la pintura barroca posteriormente, en especial con los pintores holandeses de alrededor del año 1600.
La apreciación popular del realismo en el bodegón se relaciona con la leyenda griega antigua de Zeuxis y Parrasio, de quienes se dice que compitieron por crear los objetos más parecidos a la realidad, siendo éstas las descripciones más antiguas de la historia de pintura de trampantojo. Como Plinio el Viejo relataba en los tiempos romanos, los artistas griegos de siglos antes ya eran muy diestros en el retrato y el bodegón. Distinguió a Peiraikos, «cuya maestría muy pocos sobrepasan... Pintó tenderetes de zapateros y barberías, asnos, plantas y cosas semejantes, y por esa razón le llamaron el «pintor de los objetos vulgares»; aun así estas obras eran en conjunto deliciosas, y se vendían a precios más altos que las más grandes [pinturas] de muchos otros artistas».

### Edad Media

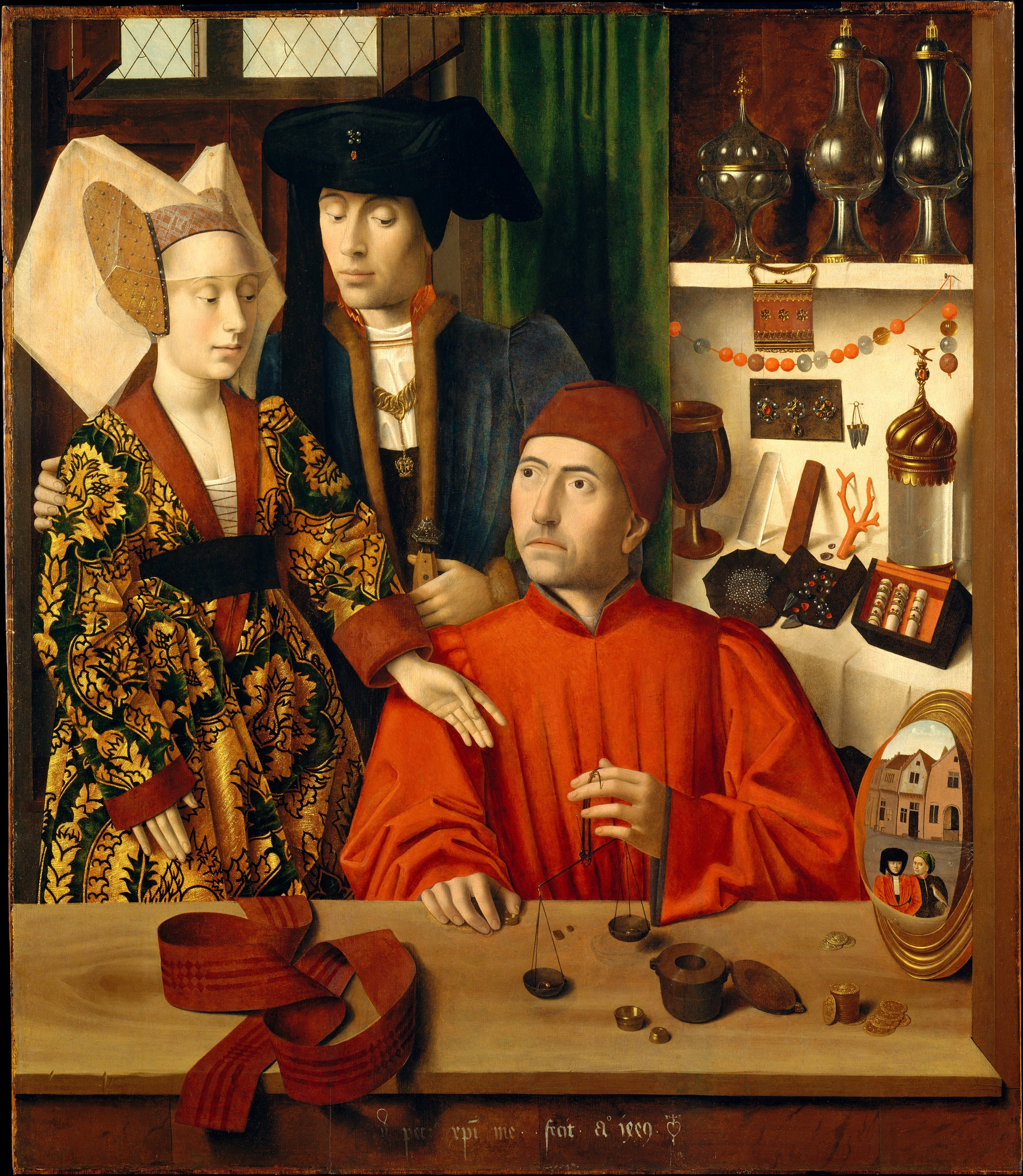
Petrus Christus: Un orfebre en su taller, 1449. Óleo sobre tabla, 98 x 85,2 cm, Nueva York, Metropolitan Museum of Art.

A partir de 1300, comenzando por Giotto y sus seguidores, la pintura de bodegón revivió en las pinturas de tema religioso en forma de objetos de la vida cotidiana que acompañaban a las figuras protagonistas. Este tipo de representación pictórica fue considerado menor hasta el Renacimiento, por cuanto aparecía generalmente subordinada a otros géneros, como la pintura religiosa o los retratos, conllevando a menudo un significado religioso o alegórico. Esto era particularmente patente en la obra de los artistas del norte de Europa, cuya fascinación por el simbolismo y el realismo óptico muy detallado les llevó a prodigar gran atención en el mensaje general de sus pinturas. Pintores como Jan van Eyck a menudo usaron elementos de bodegón como parte de su programa iconográfico.
El desarrollo de la técnica de pintura al óleo por van Eyck y otros artistas del norte de Europa permitió pintar objetos cotidianos en un estilo hiperrealista, debido a su secado más lento, y la posibilidad de mezclar y trabajar por capas los colores al óleo.
El retrato que hizo Petrus Christus de un orfebre con una pareja de novios es un ejemplo típico del bodegón de transición. Aunque la figura del orfebre es un retrato real y los objetos que se muestran —minuciosamente descritos— se relacionan con el oficio de la orfebrería, tanto las materias primas (coral, pórfido, cristal) como los productos elaborados, el espejo cóncavo en el que se refleja una pareja con un halcón parece contener un mensaje moral. En esta época, las representaciones sencillas de bodegones sin figuras empezaban a pintarse en la parte externa de las puertas de pinturas de devoción privada, con función principalmente decorativa. Otro paso hacia el bodegón autónomo fue pintar flores en jarros u otros objetos con un contenido heráldico o simbólico en la parte posterior de retratos seculares alrededor del año 1475.

### Transición de la Edad Media alsigloXVI
Entre los primeros en liberarse del significado religioso del bodegón estuvieron Leonardo da Vinci, quien creó estudios a la acuarela de fruta (alrededor de 1495) como parte de su incansable examen de la naturaleza, y Alberto Durero, quien también hizo dibujos detallados de la flora y la fauna.
Jacopo de’ Barbari dio un paso más allá con su Bodegón con perdiz, guanteletes y flechas de ballesta (1504), uno de los primeros bodegones trampantojo firmados y datados, con un contenido religioso reducido al mínimo.

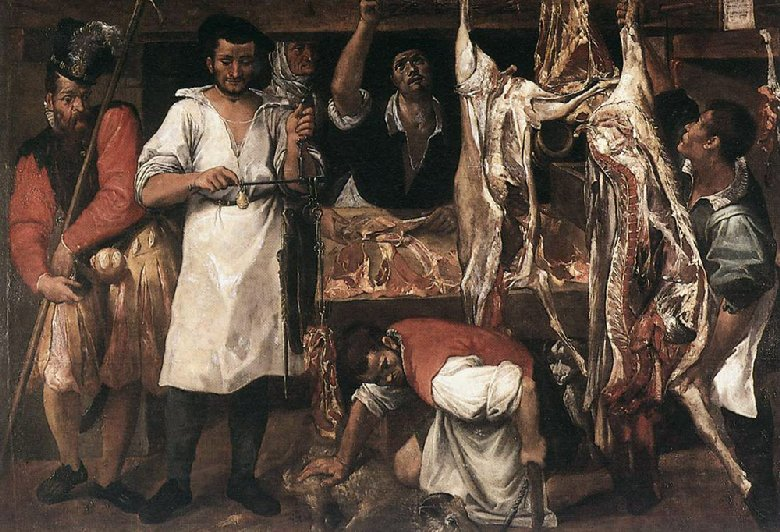
Annibale Carracci, Carnicería (1583).

El siglo XVI vio una explosión de interés en el mundo natural y la creación de lujosas enciclopedias botánicas que documentaban los descubrimientos del Nuevo Mundo. También impulsó el comienzo de la ilustración científica y la clasificación de las especies. Los objetos naturales comenzaron a apreciarse como elementos de estudio individuales aparte de cualquier asociación mitológica o religiosa. La temprana ciencia de los remedios a base de hierbas comenzó igualmente en esta época, una extensión práctica de este nuevo conocimiento. Además, los patronos ricos comenzaron a financiar la colección de especies animales y minerales, creando amplios «gabinetes de curiosidades». Estos ejemplares sirvieron como modelo para los pintores que buscaban realismo y novedad. Empezaron a coleccionarse y comercializarse conchas, insectos, frutas exóticas y flores, y la llegada de plantas nuevas, como el tulipán (importado a Europa desde Turquía), se plasmaban fielmente en los bodegones. La explosión de la horticultura despertó amplio interés por toda Europa, tendencia que los artistas capitalizaron produciendo miles de bodegones. Algunas regiones y cortes tenían intereses particulares. La representación de cítricos, por ejemplo, era una pasión particular de la corte de los Médicis en Florencia. Esta gran difusión de los ejemplares naturales y el creciente interés en la ilustración natural por toda Europa, dio como resultado la creación prácticamente simultánea de bodegones modernos alrededor del año 1600.
A lo largo de la segunda mitad del siglo XVI había evolucionado el bodegón autónomo. Gradualmente, el contenido religioso disminuyó en tamaño y lugar en estas pinturas, aunque las lecciones morales siguieron estando implícitas. Un ejemplo es La carnicería de Joachim Beuckelaer (1568), con su representación realista de carnes crudas dominando el primer plano, mientras que la escena del fondo transmite los peligros de la ebriedad y la lascivia. El tratamiento de Annibale Carracci del mismo tema en 1583 comienza a eliminar los mensajes morales, como hicieron otras pinturas de bodegón de «cocina y mercado» de este período.

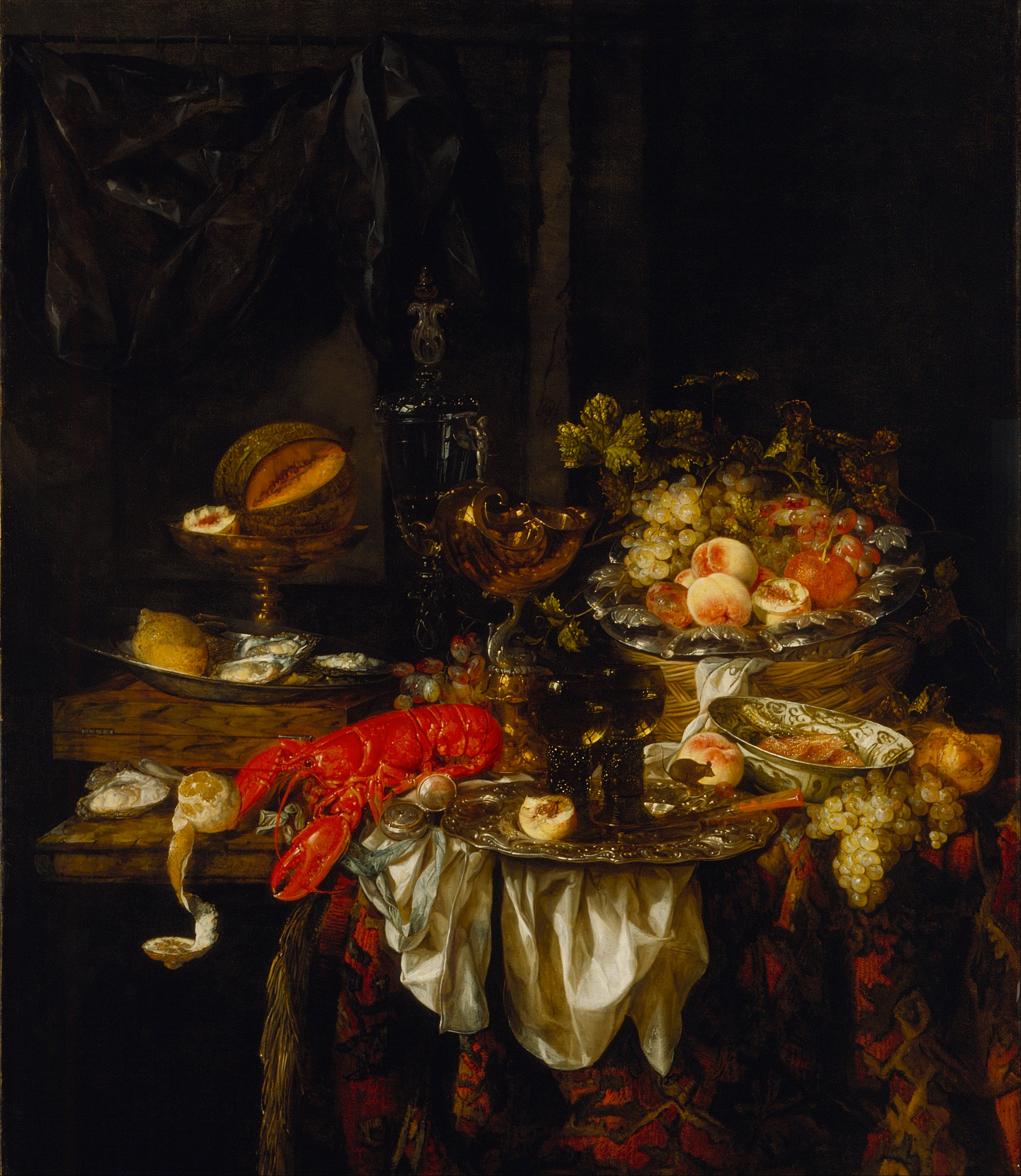
Abraham van Beyeren: Bodegón de banquete (1667).

### SigloXVII
Aunque la pintura de bodegón italiana estaba ganando en popularidad, permaneció históricamente menos respetada que la pintura de «gran estilo» de temas históricos, religiosos y míticos. Destacados académicos de principios de los años 1600, como Andrea Sacchi, sentía que la escena de género y el bodegón no portaban la gravitas que hace que la pintura sea considerada grande. Por otro lado, exitosos artistas de bodegón italianos encontraron amplio mecenazgo en su tiempo. Más aún, las pintoras, siendo pocas, normalmente elegían o se veían constreñidas a pintar temas como el bodegón, como ocurría, por ejemplo con Giovanna Garzoni, Laura Bernasconi y Fede Galizia.
Muchos artistas italianos destacados en otros géneros, también produjeron algunos cuadros de bodegones. En particular, Caravaggio (1573-1610) fue uno de los primeros artistas que representó naturalezas muertas con conciencia de obra pictórica. Aplicó su influyente forma de naturalismo al bodegón. Su Cesto con frutas (h. 1595-1600) es uno de los primeros ejemplos de bodegón puro, presentado con precisión y ubicado a la altura del ojo. Aunque no abiertamente simbólica, esta pintura era propiedad del cardenal Borromeo y pudo haber sido apreciada tanto por razones estéticas como religiosas. Jan Brueghel el Viejo pintó su Gran buqué milanés (1606) también para el cardenal, señalando que la pintura era «fatta tutti del natturel» («hecha entera del natural») y aumentó el precio por el esfuerzo extra. Eran unos bodegones más en la colección del cardenal, junto con su amplia colección de curiosidades. Entre otros bodegones italianos, La cocinera, de Bernardo Strozzi, es una «escena de cocina» a la manera holandesa, que es por un lado un detallado retrato de una cocinera, y por otro, la representación de las aves de caza que está preparando. En una manera semejante, uno de los escasos bodegones de Rembrandt, Muchacha con pavos reales muertos combina de igual manera un simpático retrato femenino con imágenes de aves de caza.

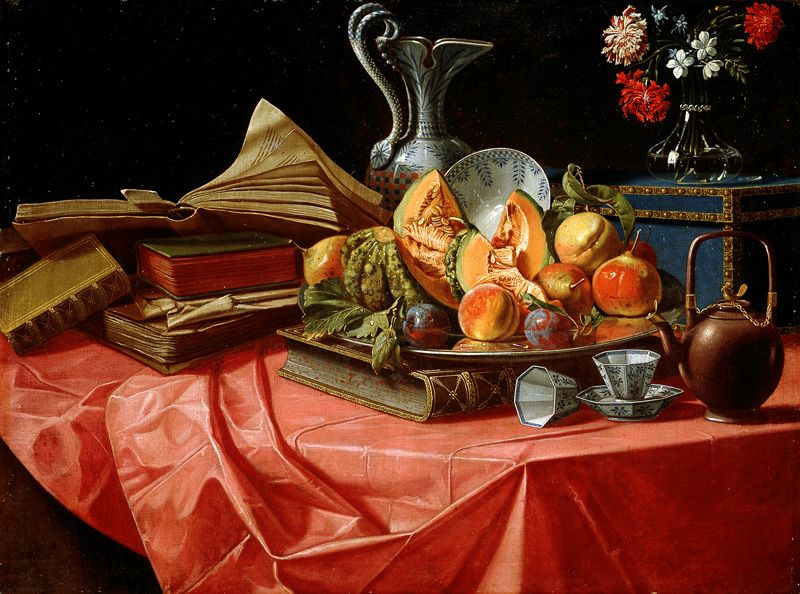
Bodegón, Cristoforo Munari (1667–1720).

Este género fue muy cultivado en la pintura nórdica del siglo XVII, tanto en los Países Bajos septentrionales como en los meridionales donde nacen muchas de las diversas variedades del género, como el bodegón de cocina, con objetos de caza, de lo que pueden servir de ejemplo los bodegones de Frans Snyders, el bodegón de desayuno del que son ejemplo Osias Beert, Clara Peeters o Jacob van Es, y el «bodegón monócromo» que hace su aparición en el norte hacia 1625 y tiene en Willem Heda y Pieter Claesz. a sus más representativos autores. El bodegón se independizó en el nuevo clima artístico de los Países Bajos, con el nombre de stilleven («naturaleza tranquila»), mientras que en las lenguas romances, y en ruso, se prefieren términos relacionados con la «naturaleza muerta». Mientras los artistas encontraban oportunidad limitada para producir la iconografía religiosa que durante mucho tiempo había sido su principal industria, ya que las imágenes de temas religiosos estaban prohibidas en la iglesia protestante reformada holandesa, la tradición septentrional de realismo detallado y símbolos ocultos atraían a las crecientes clases medias holandesas, que estaban reemplazando a la iglesia y el estado como los principales mecenas del arte en los Países Bajos.
Un subgénero, dentro del bodegón, es el bodegón floral, que representa floreros y guirnaldas, género que contó también con especialistas, como Jan Brueghel el Viejo, Daniel Seghers y Jacob Caproens en Flandes, Mario Nuzzi o Margarita Caffi en Italia, y en España, Pedro de Camprobín, Gabriel de la Corte, Juan de Arellano y su yerno Bartolomé Pérez de la Dehesa, entre otros. En Holanda se produjo una obsesión por la horticultura, particularmente el tulipán. Considerar las flores, a un tiempo, como objeto estético y símbolo religioso, llevó al surgimiento de un gran mercado para este tipo de bodegón. El bodegón, como la mayor parte de las obras de arte holandesas, se vendía generalmente en mercados abiertos o por marchantes, o por los artistas en sus estudios, y raramente eran encargos; Por lo tanto, los artistas normalmente elegían el tema y la disposición. Tan popular era este tipo de pintura de bodegón, que gran parte de la técnica de la pintura de flores holandesa fue codificada en el tratado de 1740 Groot Schilderboeck por Gerard de Lairesse, que daba amplios consejos sobre color, arreglo, pinceladas, preparación de los ejemplares, armonía, composición, perspectiva, etc.

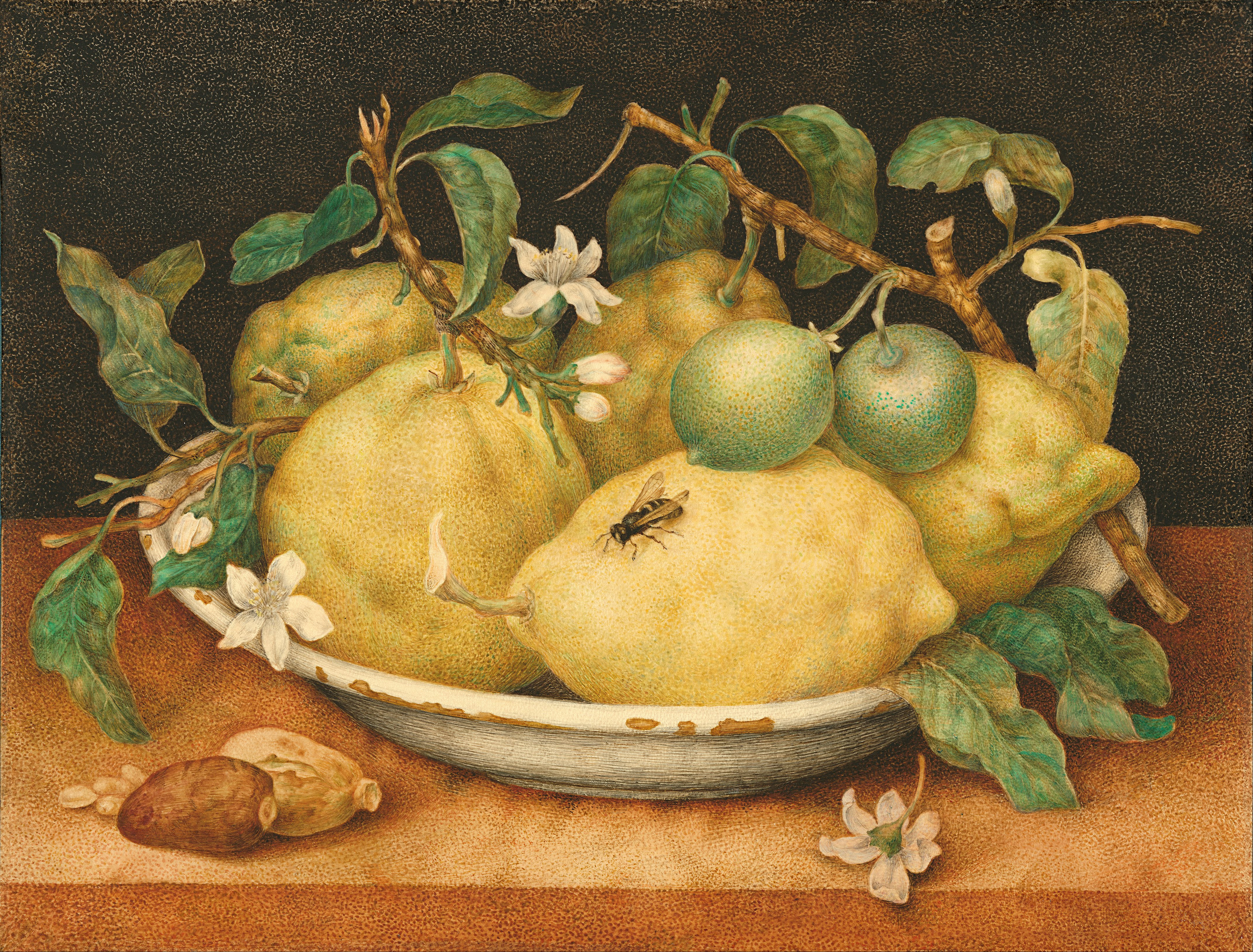
Bodegón con tazón de cidras (finales de los años 1640), de Giovanna Garzoni, Getty Center, Los Ángeles

El simbolismo de las flores había evolucionado desde principios de la época cristiana. Las flores más comunes y sus significados simbólicos eran: rosa (la Virgen María, fugacidad, Venus, el amor), lirio (Virgen María, virginidad, seno femenino, pureza de mente o justicia), tulipán (presunción, nobleza), girasol (lealtad, amor divino, devoción), violeta (modestia, reserva, humildad), aguileña (melancolía) y amapola (poder, sueño, muerte). En cuanto a los insectos, la mariposa representa la transformación y resurrección, mientras que la libélula simboliza la fugacidad y las hormigas, el trabajo duro y la atención a las cosechas.

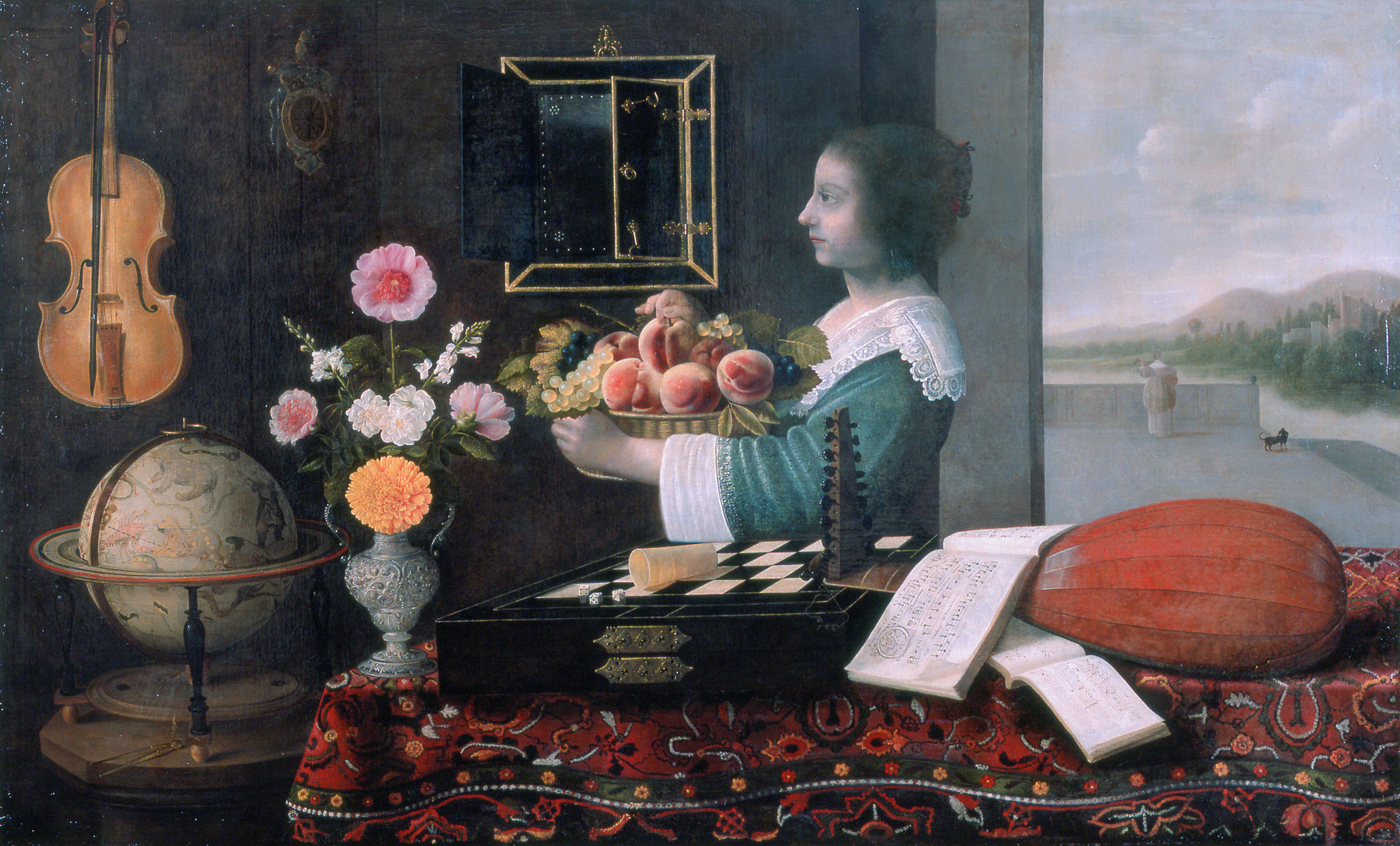
El verano o los cinco sentidos (1633), de Sebastian Stoskopff, Musée de l'Œuvre Notre-Dame, Estrasburgo

Los artistas holandeses también se especializaron y revivieron el antiguo género griego del bodegón de trampantojo, particularmente la imitación de la naturaleza o mímesis, que ellos llamaron bedriegertje («pequeño engaño»). Además de estos tipos de bodegón, los artistas holandeses identificaron y desarrollaron separadamente pinturas de «cocina y mercado», desayuno y comida, vanitas y colecciones alegóricas.
Especialmente popular en este período fue la pintura de «vanidad» o vanitas, en las que suntuosos arreglos de fruta y flores, libros, estatuillas, jarras, monedas, joyas, pinturas, instrumentos musicales y científicos, insignias militares, cristal y plata finos, estaban acompañados por recuerdos simbólicos de la fugacidad de la vida. Así, un cráneo, un reloj de arena o de bolsillo, una vela consumiéndose o un libro con las páginas vueltas, servirían como un mensaje moralizante de lo efímero de los placeres de los sentidos. A menudo varias de las frutas y flores se muestran comenzando a pudrirse o decaer para insistir en la misma consideración.

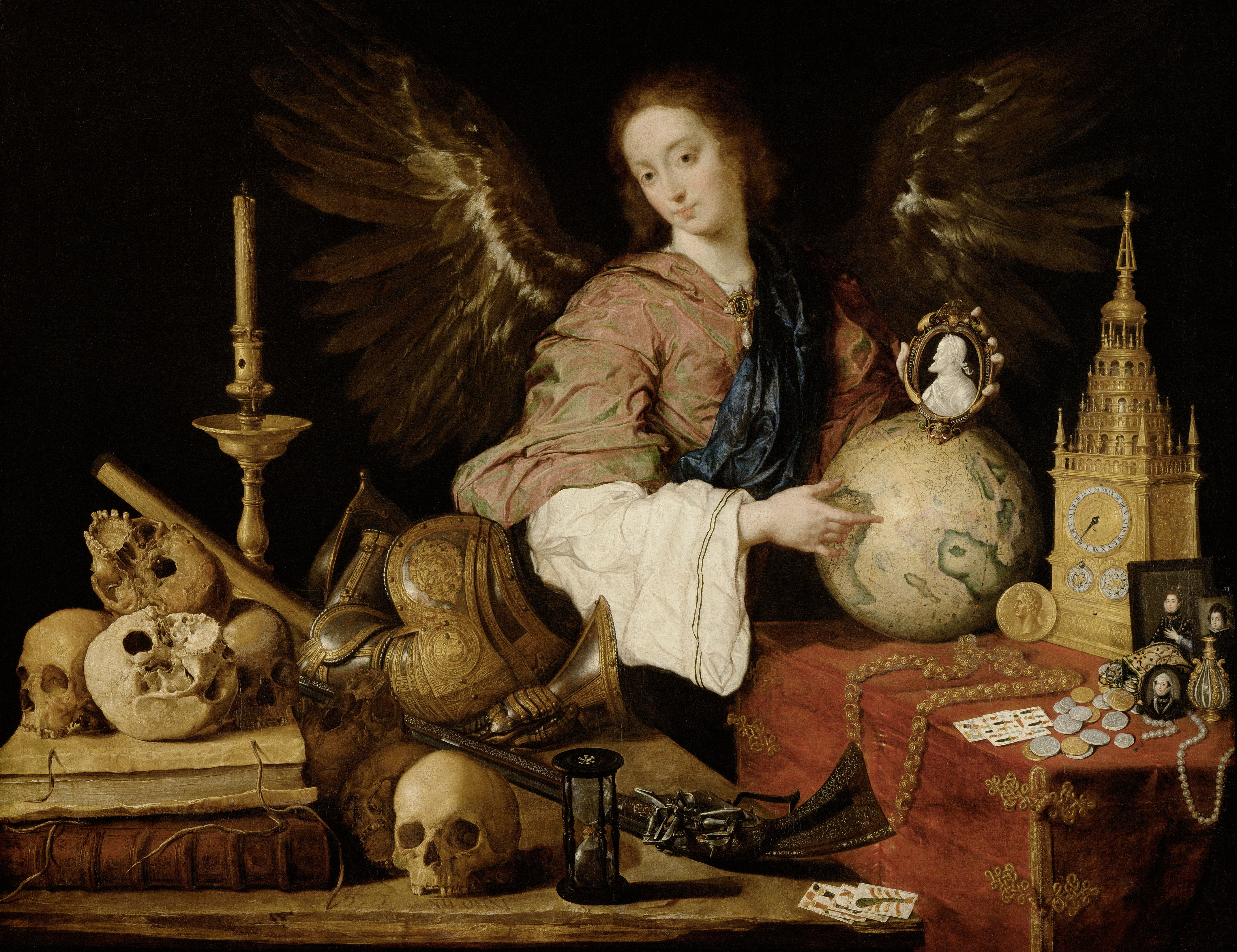
Vanitas (1636), de Antonio de Pereda, Museo de Historia del Arte de Viena. El género de la vanitas fue muy popular en esta centuria

Otro tipo de bodegón, conocido como «pinturas de desayuno», representan tanto una presentación literal de las delicadezas que las clases superiores disfrutaban como un recordatorio religioso para evitar la glotonería. En otra innovación holandesa, alrededor de 1650 Samuel van Hoogstraten pintó uno de los primeros cuadros con estanterías, bodegones tipo trampantojo que representa a objetos atados, clavados o pegados de otra manera a una tabla, un tipo de bodegón que se hará muy popular en los Estados Unidos en el siglo XIX. Otra variedad de trampantojo representaba objetos relacionados con una profesión dada, como en la pintura de Cornelis Norbertus Gysbrechts Caballete de pintor con pieza de fruta, que muestra todas las herramientas del oficio del pintor. También popular en la primera mitad del siglo XVII fue la pintura de un amplio surtido de especímenes en forma alegórica, como los «cinco sentidos», los «cuatro continentes» o las «cuatro estaciones», mostrando una diosa o figura alegórica rodeada por los correspondientes objetos naturales o realizados por el hombre. La popularidad de las vanitas y estas otras formas de bodegón, pronto se difundieron desde Holanda a Flandes y Alemania y también a España y Francia.
El bodegón alemán siguió de cerca los modelos holandeses. El pintor alemán Georg Flegel fue un pionero en el bodegón puro sin figuras y creó la novedad compositiva de colocar los objetos detallados en gabinetes, armarios y mostrar cajas, y producir puntos de vista múltiples simultáneamente.

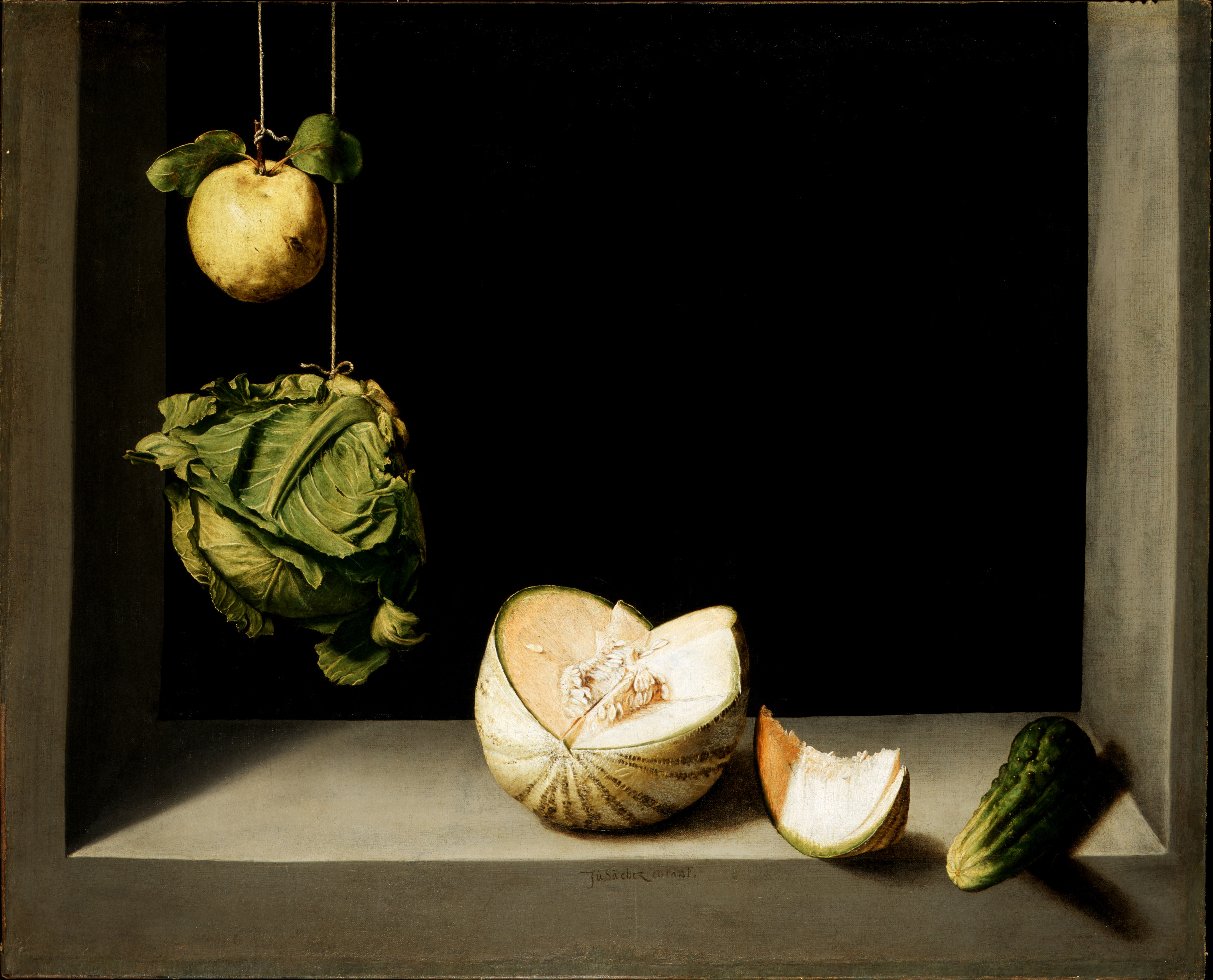
Juan Sánchez Cotán, Membrillo, repollo, melón y pepino (1602).

La importancia que adquirió el bodegón en la España del siglo XVII sólo ha empezado a ser reconocida en fechas recientes. La escasa representación de bodegones pintados por artistas españoles en las colecciones reales (donde no eran escasos los llegados de fuera) y, en consecuencia, su reducida representación en los primeros momentos del Museo Nacional del Prado, pudo ser un factor determinante del olvido que pesó sobre este género hasta bien entrado el siglo XX. La revalorización comenzó en 1935 con la exposición Floreros y bodegones en la pintura española organizada por la Sociedad de Amigos del Arte, donde destacó la presentación del Bodegón de caza, hortalizas y frutas de Juan Sánchez Cotán, y prosiguió en 1941 al llegar al Prado por donación el Bodegón de cacharros de Zurbarán. El franquismo encontró en la severa austeridad de estos bodegones de Sánchez Cotán y de Zurbarán un estímulo para su visión esencialista de España, profundizando en las diferencias con el bodegón holandés o flamenco, e insistiendo en la naturaleza mística del bodegón español, enlazándolo con la literatura mística del Siglo de Oro y con lo que se quería que fuese la identidad colectiva y permanente del ser español.

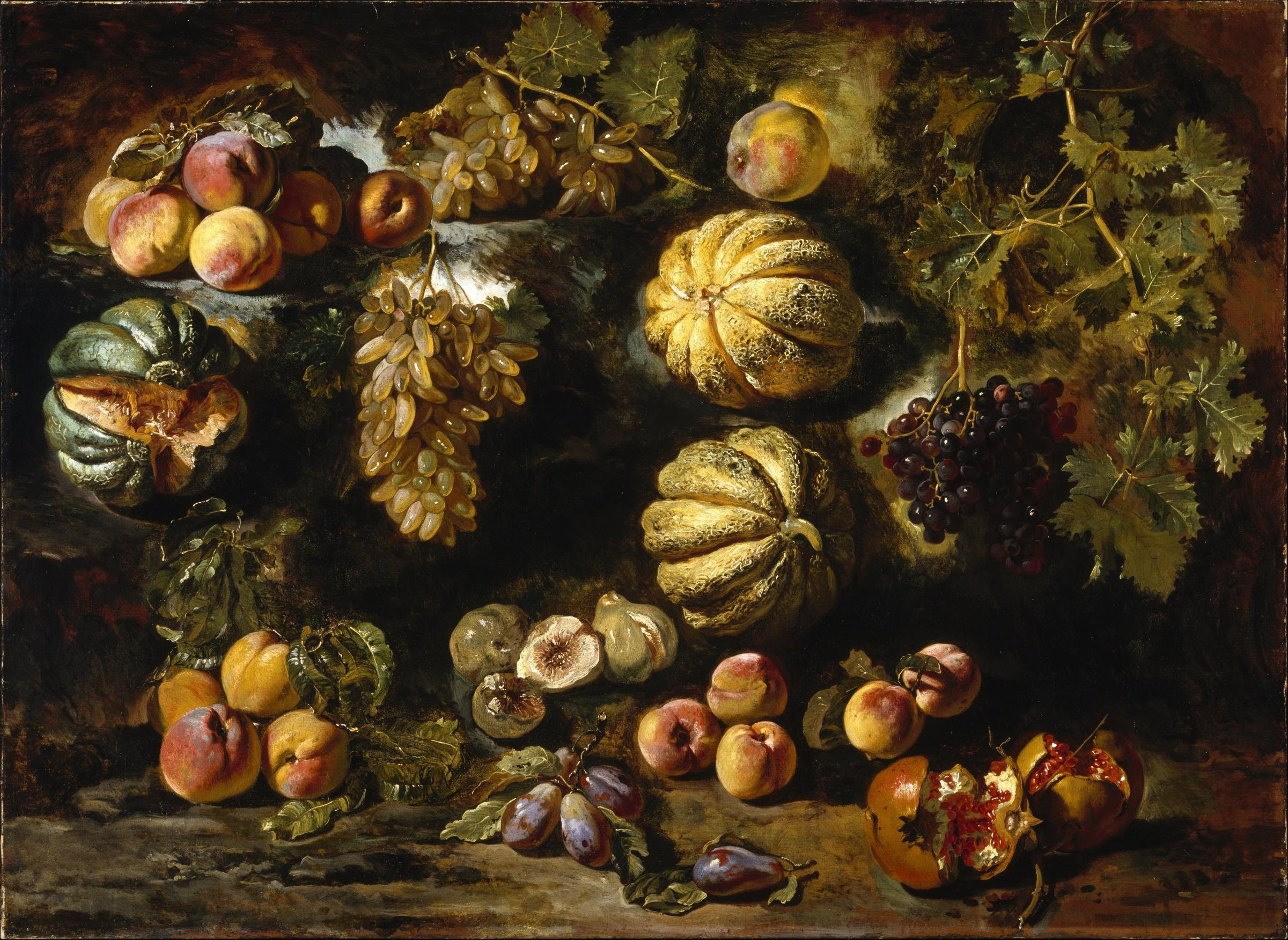
Naturaleza muerta con melones, melocotones, higos y uvas (hacia 1640), de Michelangelo da Campidoglio, Museo de Bellas Artes de Houston

Paradójicamente, el tópico creado por la literatura nacionalista más conservadora a la vista de un reducido número de bodegones, que aunque fuesen excelentes no podían ser representativos del conjunto de la pintura de bodegón practicada en España, fue asumido por buena parte de los estudiosos extranjeros, como Ebert-Schifferer, quien, insistiendo en esa austeridad y diferencia con lo holandés, explicaba que incluso cuando tanto los bodegones holandeses como los españoles a menudo tuviesen un propósito moral implícito, la austeridad, próxima a la desolación de la meseta española, parece rechazar los placeres sensuales, la plenitud y el lujo de los bodegones holandeses. No será el caso de Peter Cherry, quien siguiendo a August L. Mayer, ha sabido apreciar la rica versatilidad del bodegón español.
Al igual que ocurrió en Italia y en Francia, en España los tratadistas de pintura como Francisco Pacheco o Antonio Palomino, consideraron la pintura de bodegón como un género secundario, al colocar la representación de la figura humana en la cima de la representación artística. Sin embargo, los inventarios de pintura que solían hacerse por motivos testamentarios, revelan que las naturalezas muertas estaban bien representadas en las colecciones de pintura de todos los grupos sociales. En el Toledo del siglo XVII, lejos ya del esplendor que había conocido la ciudad en el pasado, donde Paula Revenga ha analizado 281 inventarios, con 13 357 pinturas, 1013 eran naturalezas muertas (7,58 %). Pero este porcentaje era mayor en algunos grupos sociales y, en particular, era el preferido por el bajo clero. En consecuencia, además de ser practicado por algunos pintores destacados en otros géneros, como Blas de Prado y Juan Sánchez Cotán, tenidos por los iniciadores del género en España, o Zurbarán, Mateo Cerezo y Antonio de Pereda, que también cultivó las vanitas, el bodegón contó en España con auténticos especialistas, como Juan van der Hamen, Juan de Espinosa, Antonio Ponce, Francisco Barrera o Ignacio Arias en Madrid, donde también trabajó Francisco de Burgos Mantilla, relacionado con Velázquez; Pedro de Camprobín y Pedro de Medina Valbuena en Sevilla o Tomás Yepes en Valencia. Muy significativo es el caso de Juan Fernández el Labrador, pintor recluido en su aldea, cuya fama llegó hasta la corte inglesa.
En líneas generales, en la Europa meridional se prefirió el naturalismo de Caravaggio y se puso menos énfasis en el minucioso detallismo propio del norte de Europa. En Francia, los pintores de bodegones se vieron influidos tanto por la escuela septentrional como por la meridional, tomando prestado de la pintura de vanitas de los Países Bajos y de los arreglos libres de España.

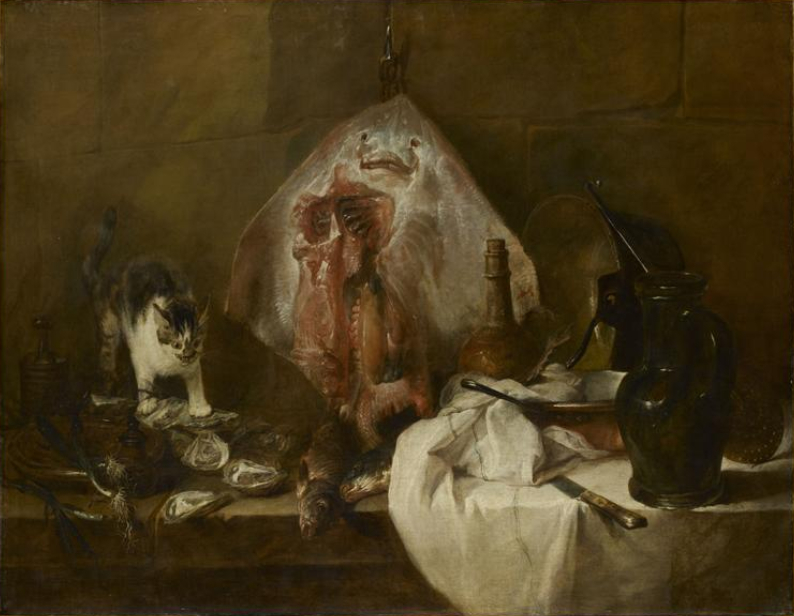
Jean Siméon Chardin, La raya (1728).

### SigloXVIII

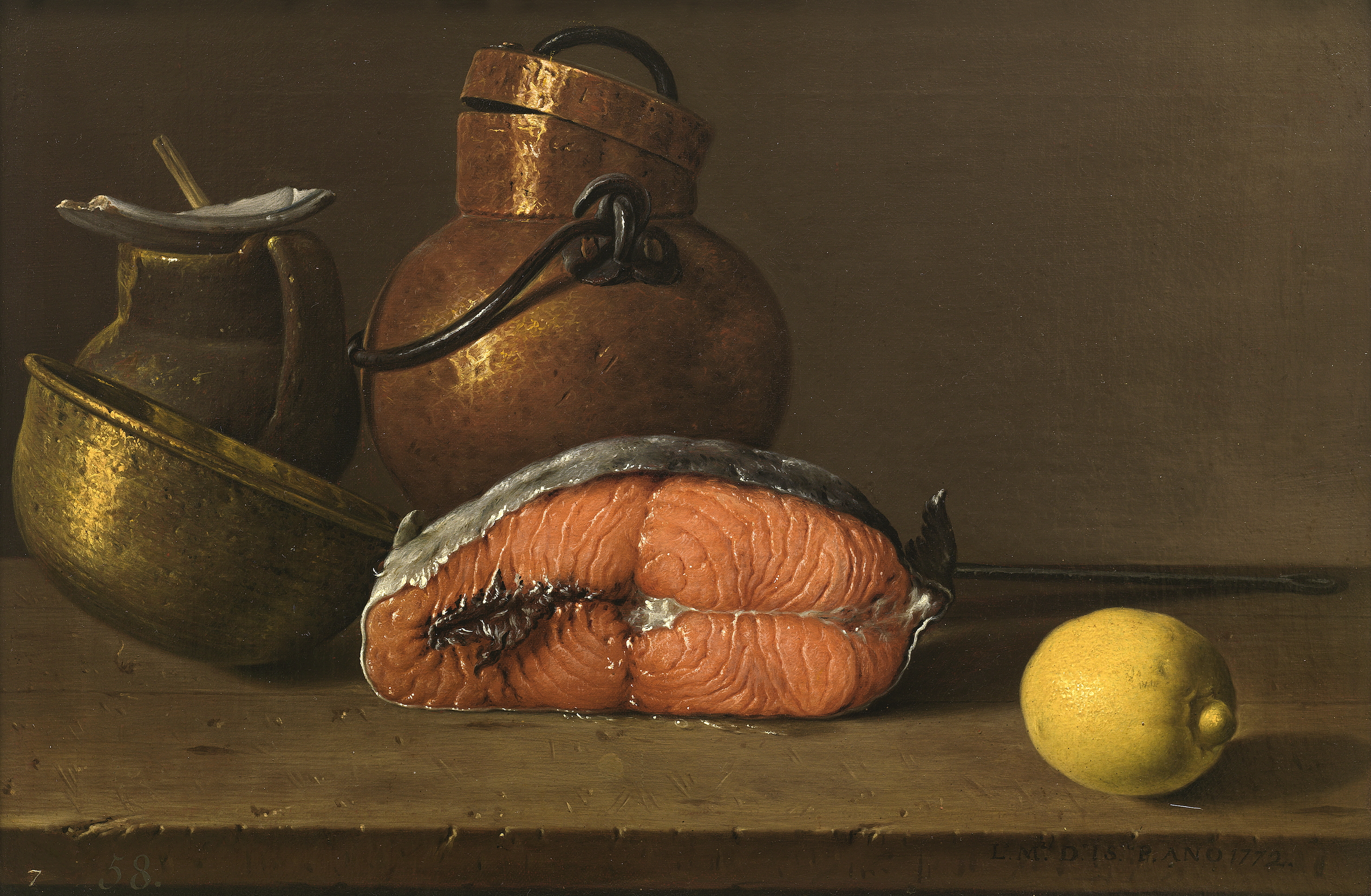
Bodegón: un trozo de salmón, un limón y tres vasijas (1772), de Luis Egidio Meléndez.

En el siglo XVIII, las connotaciones religiosas y alegóricas de bodegón se abandonaron y las pinturas de mesa de cocina evolucionaron hasta ser calculadas representaciones de variado color y forma, mostrando comidas cotidianas. La aristocracia francesa contrató a artistas para ejecutar pinturas de pródigos y extravagantes bodegones que honraban sus mesas, también sin el mensaje moralista de la vanitas de sus predecesores holandeses. El amor rococó por el artificio llevó a un auge en la apreciación francesa por el trampantojo (llamado en francés trompe l'oeil («engañar el ojo»). Los bodegones de Chardin emplean una variedad de técnicas desde el realismo al estilo holandés a armonías más suaves.
En los Estados Unidos, en la época revolucionaria, los artistas estadounidenses formados en el extranjero aplicaron estilos europeos al retrato y los bodegones. Charles Willson Peale fundó una familia de prominentes pintores estadounidenses y también una sociedad para la formación de artistas, así como un museo de curiosidades naturales. Su hijo Raphaelle Peale fue integrante de un grupo de bodegonistas que también incluyó a John F. Francis, Charles Bird King y John Johnston. En la segunda mitad del siglo XIX, Martin Johnson Heade introdujo la versión estadounidense de la pintura de biotopo o hábitat, que colocaba flores y pájaros en un entorno de exteriores simulado. Los trampantojos también se cultivaron durante este período, con autores como John Haberle, William Michael Harnett y John Frederick Peto. Peto se especializó en una pintura nostálgica de estanterías mientras que Harnett logró el mayor nivel de hiperrealismo en sus celebraciones pictóricas de la vida estadounidense a través de objetos cotidianos.

### SigloXIX
Con el surgimiento de las academias europeas, muy destacadamente de la Academia francesa, que tuvo un papel central en el llamado arte académico, el bodegón comenzó a decaer. Las academias establecieron una jerarquía de los géneros (o «jerarquía del tema tratado»), que consideraba que el mérito artístico de una pintura radicaba ante todo en su tema. Según este sistema, la forma más alta de pintura era la denominada Pintura de historia, aquella que representaba temas históricos, alegóricos, mitológicos o religiosos, quedando el bodegón en el rango más inferior del reconocimiento artístico. En lugar de usar el bodegón para representar a la naturaleza, algunos artistas, como John Constable y Camille Corot, eligieron los paisajes, prefigurando movimientos posteriores como el impresionismo.

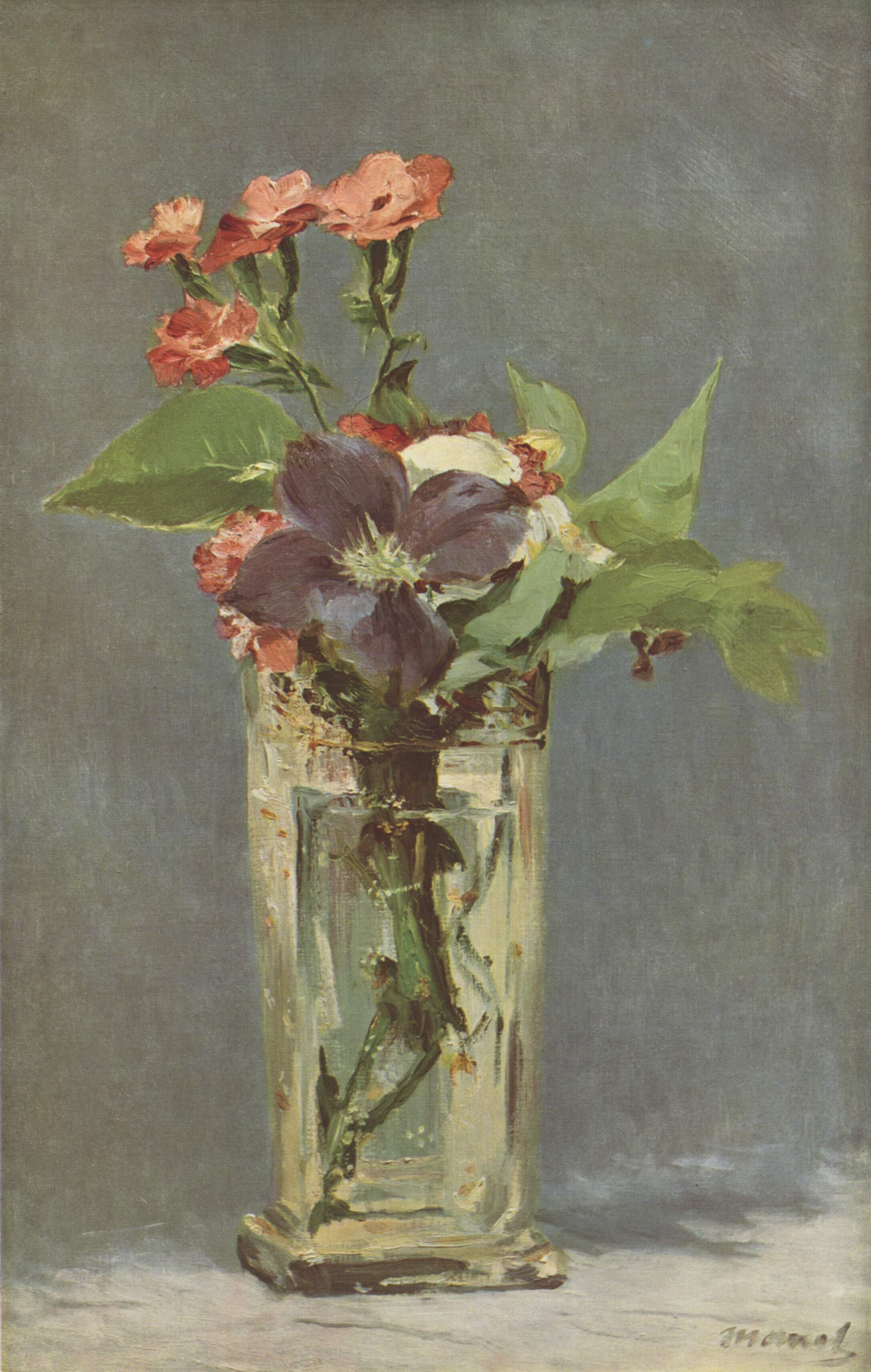
Édouard Manet, Claveles y clemátides en una jarra de cristal (1883).

Cuando el neoclasicismo comenzó a declinar en los años 1830, la pintura de género y el retrato se convirtieron en los géneros preferidos por las corrientes artísticas romántica y realista. Muchos de los grandes artistas de la época incluyeron el bodegón en sus obras. Los bodegones de Francisco Goya, Gustave Courbet y Eugène Delacroix conllevan una fuerte corriente emocional y están menos preocupados con la exactitud y más interesados en el estado de ánimo. Aunque siguieron el modelo de los bodegones de Chardin, los bodegones de Édouard Manet son fuertemente tonales, apuntando al impresionismo. Henri Fantin-Latour, usando una técnica más tradicional, fue famoso por sus pinturas de flores, viviendo casi exclusivamente de encargos de este tipo para coleccionistas.

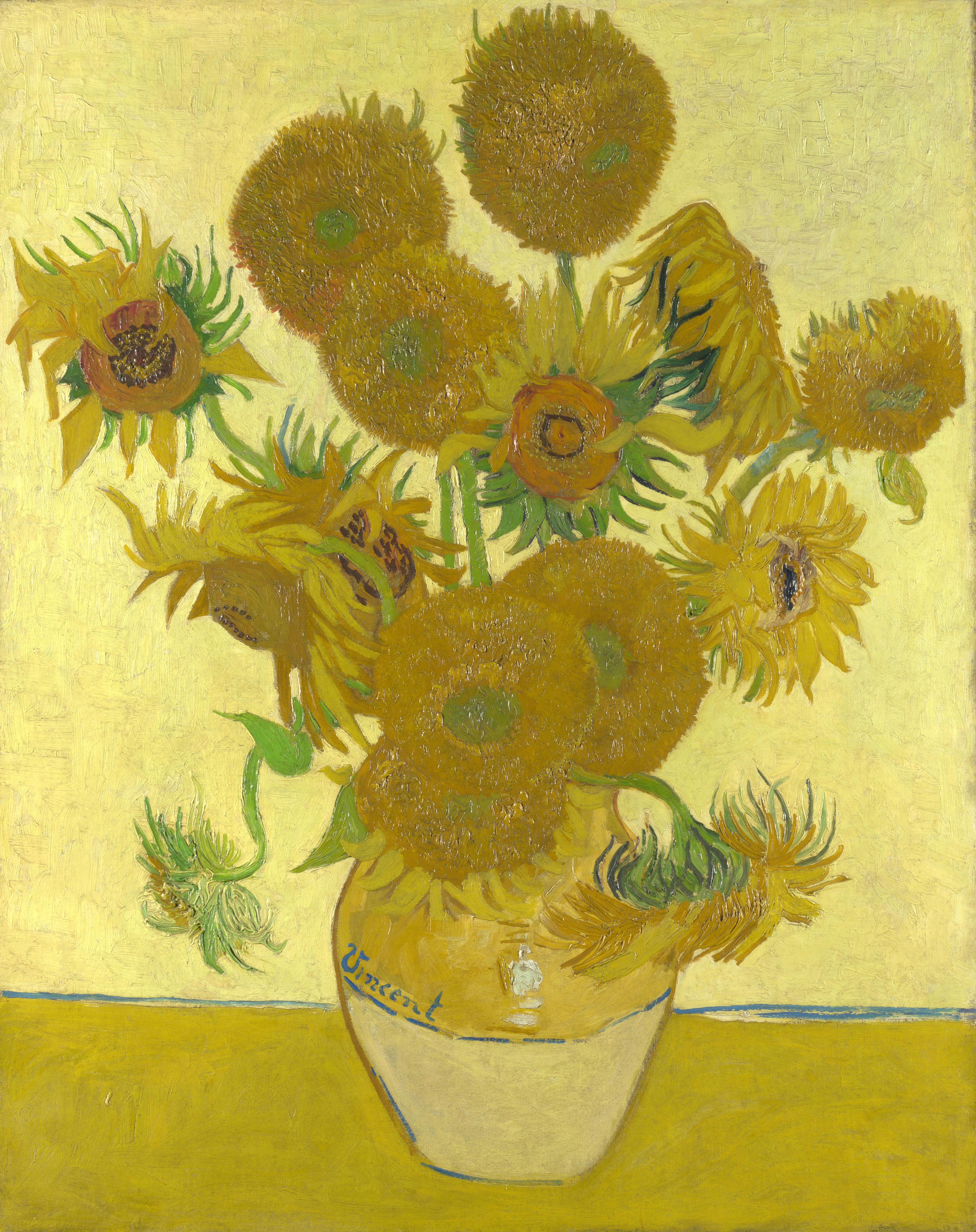
Vincent van Gogh, Los girasoles o Vaso con quince girasoles (1888).

Con el declive final de la jerarquía académica en Europa y el auge de los pintores impresionistas y posimpresionistas, la técnica y armonía de color triunfaron sobre el tema, y el bodegón volvió a ser tratado y versionado según las nuevas corrientes pictóricas. En sus primeros bodegones, Claude Monet muestra la influencia de Fantin-Latour, pero fue uno de los primeros que rompió con la tradición del fondo oscuro, que Pierre-Auguste Renoir también descarta en su Bodegón con ramo y abanico (1871), con su brillante fondo naranja. En el bodegón impresionista, el contenido alegórico y mitológico está completamente ausente, importando más la armonía cromática y el tratamiento luminoso.
Es curioso comprobar cómo impresionistas y posimpresionistas, aunque inspirándose en el color de la naturaleza, reinterpretaron su visión del mismo, de modo que a veces sus cuadros resultaban marcadamente antinaturales. Como afirmó Gauguin, «Los colores tienen sus propios significados». También se intentaron variaciones en la perspectiva, como puede verse en Fruta mostrada en un perchero de Gustave Caillebotte, «una pintura de la que se burlaron en la época como una muestra de fruta a vista de pájaro».

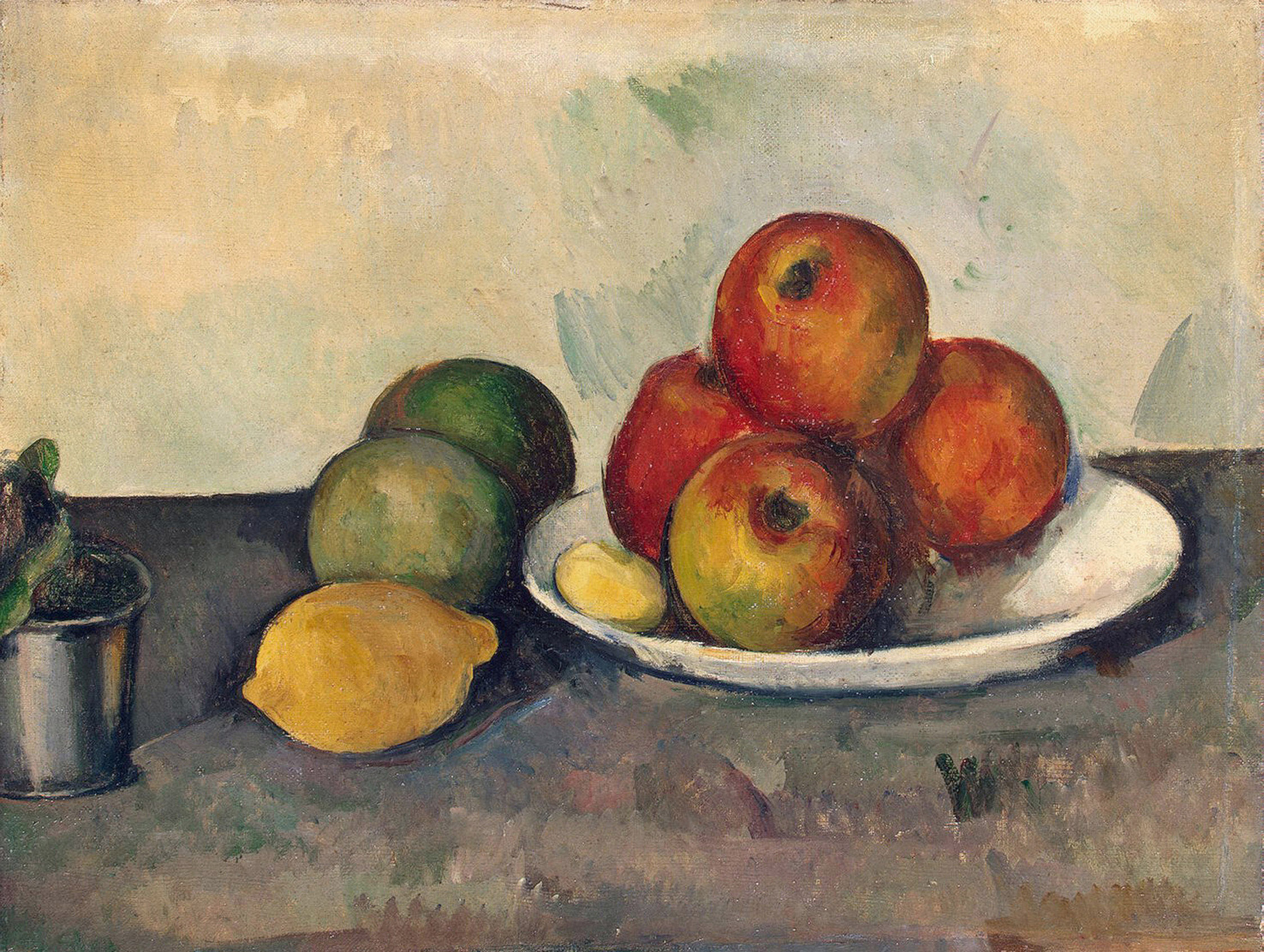
Paul Cézanne, Naturaleza muerta con manzanas (1890).

Las pinturas de Los girasoles de Vincent van Gogh son algunos de los bodegones del siglo XIX más conocidos. Van Gogh usa tonos amarillos y ocres y una representación bastante plana para hacer una memorable contribución a la historia del género. Su Bodegón con tabla de dibujo (1889) es un retrato de su propia cotidianidad en forma de bodegón, representando objetos personales, incluyendo su pipa, comida, (cebollas), un libro y una carta de su hermano, sin su propia imagen presente. También pintó su propia versión de la vanitas: Bodegón con Biblia abierta, vela y libro (1885).

### SiglosXXyXXI

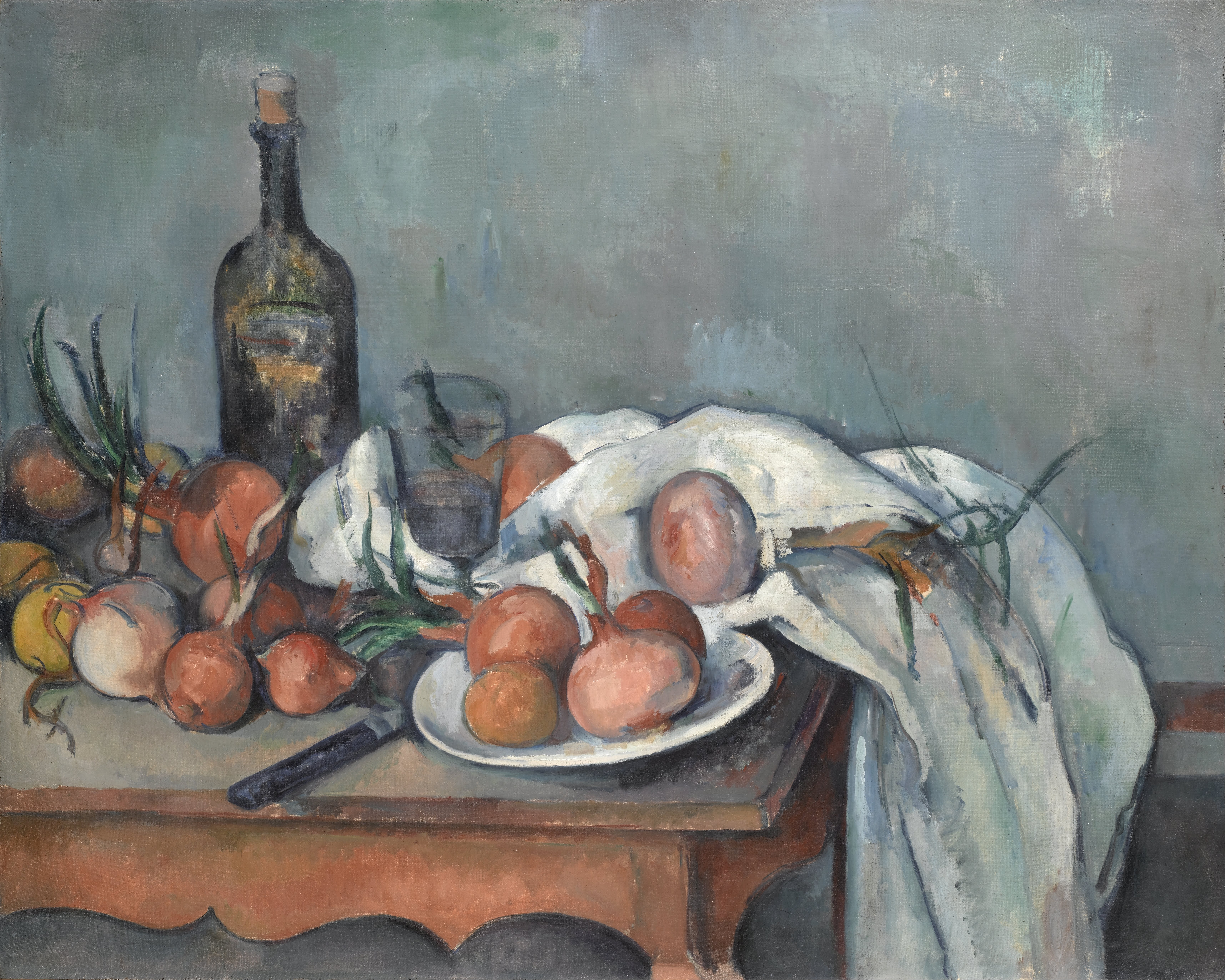
Paul Cézanne: Bodegón con cebollas (1895-1900).

Las primeras cuatro décadas del siglo XX formaron un periodo excepcional de fermento y revolución artística. Los movimientos de vanguardia evolucionaron con rapidez y se superpusieron en su marcha hacia la abstracción total, lo no figurativo. El bodegón, así como otros géneros, continuaron evolucionando hasta mediados de siglo, cuando la abstracción total, ejemplificada por la pintura de goteo de Jackson Pollock, eliminaron todo elemento reconocible.
El siglo comenzó con varias tendencias, a veces marcadamente contradictorias, dominado el panorama artístico. En 1901, Paul Gauguin pintó Bodegón con girasoles, su homenaje a su amigo van Gogh, que había muerto once años antes. El grupo conocido como los Nabis, que incluía a Pierre Bonnard y Édouard Vuillard, asumieron las teorías armónicas de Gauguin y añadieron elementos inspirados por los grabados japoneses a sus bodegones. El artista francés Odilon Redon también pintó destacados bodegones durante este periodo, especialmente flores.
Henri Matisse redujo la representación de objetos de bodegón a poco más que perfiles planos y marcados rellenados con colores brillantes. También simplificó la perspectiva e introdujo fondos multicolores. En algunos de sus bodegones, como Bodegón con berenjenas, los objetos apenas destacan del fondo de la habitación. Otros exponentes del fauvismo, como Maurice de Vlaminck y André Derain, exploraron el color puro y la abstracción en sus bodegones.
Paul Cézanne encontró en el bodegón el vehículo perfecto para su revolucionaria búsqueda de la organización espacial geométrica. Para Cézanne, el bodegón fue un medio de alejar la pintura de su función mimética o ilustrativa, mostrando independientemente los elementos de color, forma y línea, un gran paso hacia el arte abstracto. Así, los experimentos de Cézanne influirán grandemente en el desarrollo del bodegón cubista a principios del siglo XX.

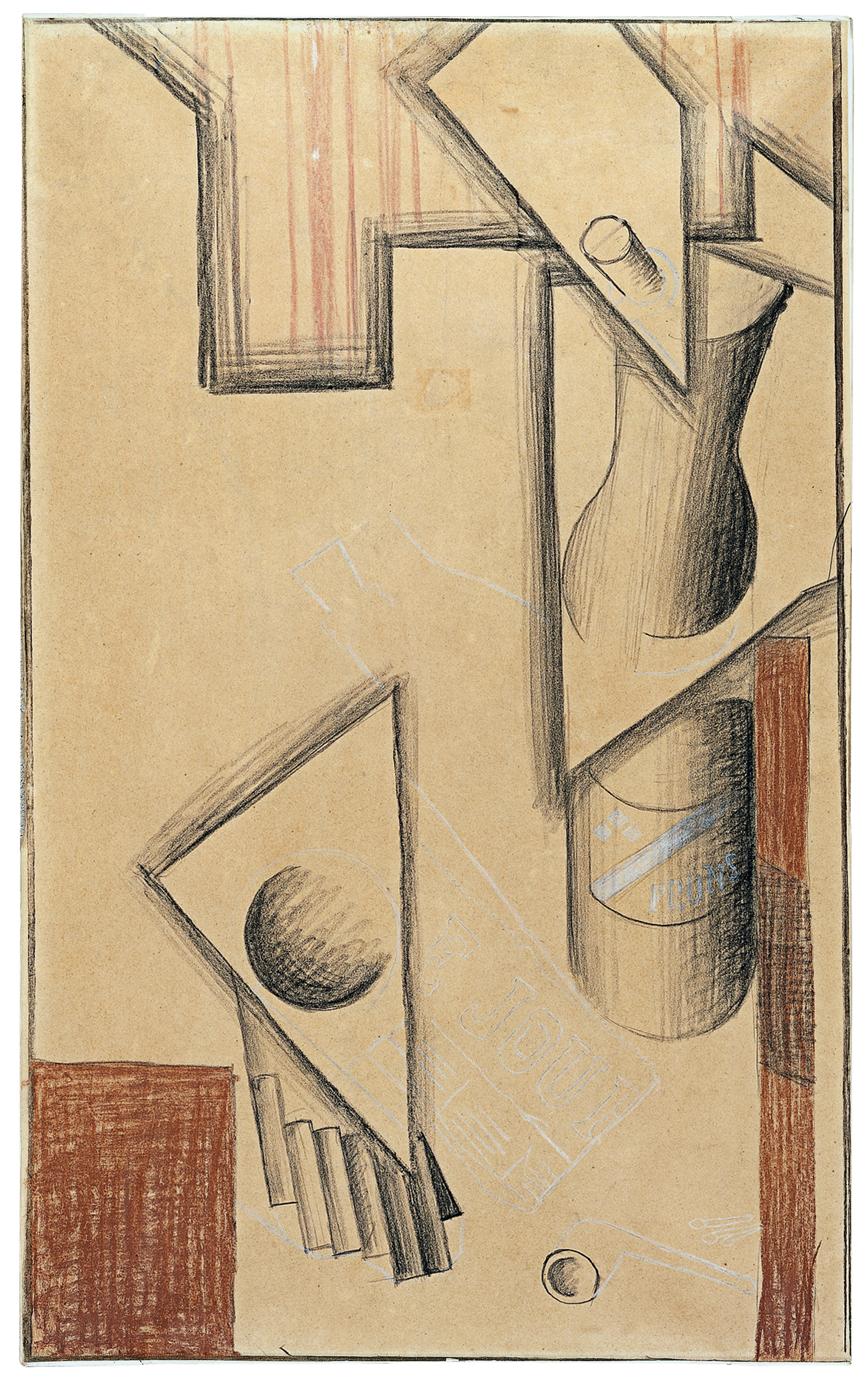
Bodegón, Juan Gris, 1913. Museo Thyssen-Bornemisza, Madrid.

Al adaptar los cambiantes planos y ejes de Cézanne, los cubistas atenuaron la paleta de color de los fauvistas y en lugar de ello se centraron en deconstruir objetos en formas y planos puramente geométricos. Entre 1910 y 1920, los artistas cubistas como Pablo Picasso, Georges Braque y Juan Gris pintaron muchas composiciones de bodegón, a menudo incluyendo instrumentos musicales, así como creando las primeras obras de collage cubista sintético, como en la obra oval de Picasso Bodegón con silla de mimbre (1912). En estas obras, los objetos del bodegón se superponen y entremezclan manteniendo a duras penas formas bidimensionales reconocibles, perdiendo la textura superficial individual y fundiéndose con el fondo, alcanzando así logros casi opuestos a aquellos del bodegón tradicional. Fernand Léger introdujo en el bodegón el uso de abundante espacio en blanco y formas geométricas que se superponen, definidas con claridad, coloreadas, para producir un efecto más mecánico.
Rechazando el aplanamiento del espacio de los cubistas, Marcel Duchamp y otros miembros del movimiento Dada, marcharon en una dirección radicalmente diferente, creando esculturas de bodegón «de confección» en tres dimensiones. Como parte de restaurar algún significado simbólico al bodegón, los futuristas y los surrealistas colocaron objetos de bodegón reconocibles en sus paisajes oníricos. En las naturalezas muertas de Joan Miró, los objetos aparecen ligeros y flotando en un espacio bidimensional ligeramente sugerido e incluso las montañas se dibujan como simples líneas. En Italia en esta época, Giorgio Morandi fue el más destacado pintor de bodegones, mostrando un acercamiento a la realidad cotidiana al representar botellas y cacharros de cocina. El artista neerlandés M. C. Escher, más conocido por sus detalladas y aun así ambiguas obras gráficas, creó Bodegón y calle (1937), su versión actualizada de la tradicional naturaleza muerta de mesa holandesa.
Cuando los artistas estadounidenses del siglo XX fueron conscientes del modernismo europeo, comenzaron a interpretar los temas de bodegón con una combinación de realismo americano y abstracción cubista. Típicos bodegones estadounidenses de la época son las pinturas de Georgia O'Keeffe, Stuart Davis y Marsden Hartley, y las fotografías de Edward Weston. Las pinturas de flores vistas en primer plano de O’Keeffe revelan tanto la estructura física y el subtexto emocional de pétalos y hojas de una manera sin precedentes.

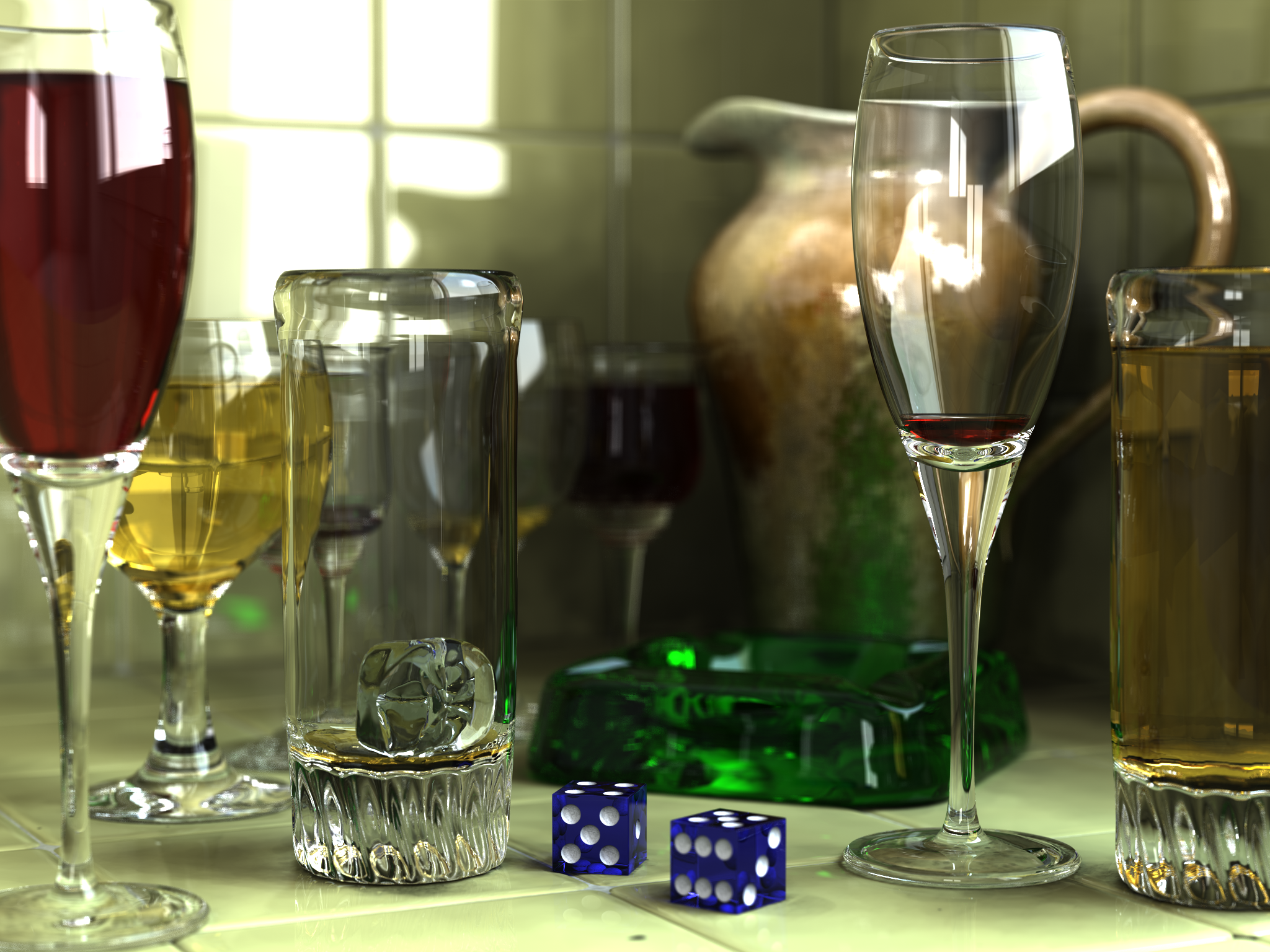
Un bodegón generado por ordenador.

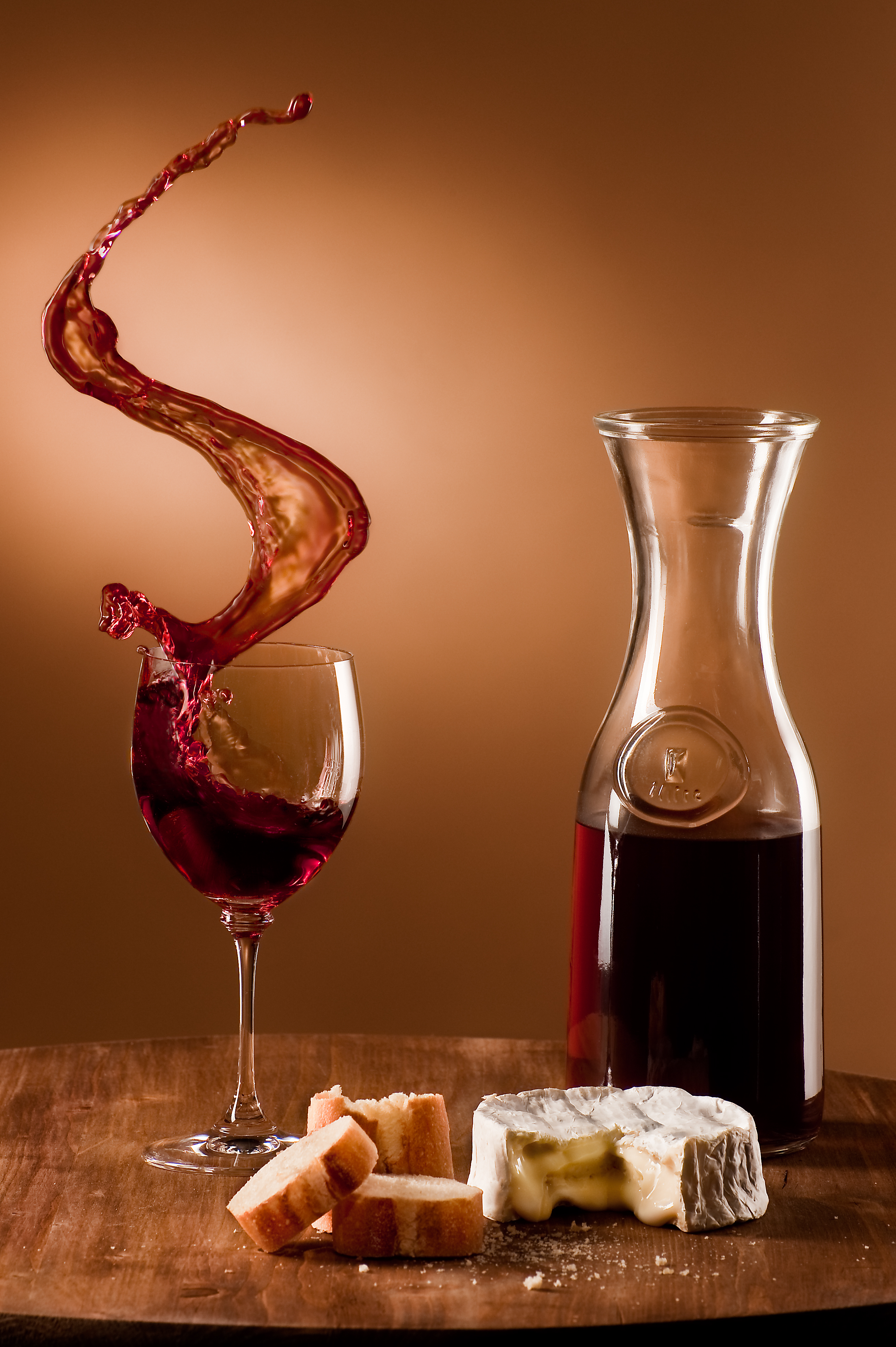
Bodegón fotográfico.

En México, comenzando a partir de los años 1930, Frida Kahlo y otros artistas crearon su propia forma de surrealismo, representando comidas nativas y motivos de la cultura local en sus bodegones. También a partir de esa década, el expresionismo abstracto redujo fuertemente el bodegón a crudas representaciones de forma y color, hasta que en la década de los cincuenta, la abstracción total dominó el mundo del arte.
Sin embargo, el Pop Art de los sesenta y setenta revirtieron la tendencia y crearon una nueva forma de bodegón. Mucho arte pop (como las latas de sopa Campbell de Andy Warhol) se basa en el bodegón, pero su verdadero tema es más a menudo la imagen modificada del producto comercial representado más que el objeto de bodegón físico.
La obra de Roy Lichtenstein Bodegón con una pecera de peces de colores (1972) combina los colores puros de Matisse con la iconografía pop de Warhol. La mesa de comida de Wayne Thiebaud (1964) no representa una sencilla comida de familia sino una línea reunida de alimentos estadounidenses estándares. El movimiento neodadaísta, incluyendo a Jasper Johns, volvió a la representación tridimensional de Duchamp de ajuar doméstico cotidiano para crear su propio tipo de bodegones, como en el Bronce pintado de Johns (1960) y Casa de locos (1962).
El auge del fotorrealismo en los años setenta reafirmó la representación ilusionística, al tiempo que conservaba algo del mensaje pop de la fusión de objeto, imagen y producto comercial. Típicas a este respecto son las pinturas de Don Eddy y Ralph Goings.
En las últimas tres décadas, el bodegón se ha expandido más allá de los límites de un marco, con técnicas mixtas que emplean objetos reales, fotografía, vídeo y sonido. Las obras generadas por ordenador han expandido las técnicas disponibles a los artistas de bodegones. Con el uso de videocámaras, los creadores pueden incluso incorporar al espectador a su obra. También compositores de música docta se hubieron interesado en el bodegón; tal es el caso de la española Elena Mendoza quien en 2022 estrenó la obra Stilleben mit orchester (Naturaleza muerta con orquesta), a través de la cual fundía el sonido de la gran orquesta con el propio de varios objetos de la vida cotidiana.